# Obrh (Dolenjske Toplice)
Obrh is een plaats in Slovenië en maakt deel uit van de gemeente Dolenjske Toplice in de NUTS-3-regio Jugovzhodna Slovenija. De plaats telde 72 inwoners op 1 januari 2020.